# 欧尔曼德洛克
欧尔曼德洛克，是匈牙利佐洛州所辖的一个村，总面积5.75平方公里，总人口121，人口密度21.0人/平方公里（2010年1月1日）。